# Зубная фея (фильм, 2010)
«Зубная фея» (англ. «Tooth Fairy») — фантастическая комедия режиссёра Майкла Лембека. Слоган фильма «The tooth hurts». Мировая премьера состоялась 21 января 2010 года.
В фильме снялся известный разработчик мультсериалов Сет Макфарлейн. Небольшую роль в картине ему обеспечил исполнитель главной роли Дуэйн Джонсон в благодарность за то, что тот снял его в эпизоде «Big Man on Hippocampus» мультсериала «Гриффины». Премьера фильма состоялась спустя три недели после выхода на экраны того эпизода.

## Сюжет
Дерек Томпсон (Дуэйн Джонсон) — хоккеист, не любящий играть по правилам и нередко во время матчей лишающий своих соперников зубов, за что получил прозвище Зубная Фея. Он и в личной жизни не отличается тактом — не верит в чудеса и считает, что мечтать глупо, чем периодически расстраивает детей своей девушки (а они его очень любят). Однажды его решают наказать настоящие зубные феи и превращают в себе подобного на неделю. Дереку, никогда не верившему в чудеса, приходится пробираться в детские спальни по ночам и оставлять под подушками малышей подарочные доллары в обмен на молочные зубы. Заодно он пытается наладить отношения с детьми своей девушки (старшим Рэнди и маленькой Тэсс).
Работая феей, он начинает дружить со своим помощником феем Трэйси, который родился без крыльев и поэтому не может быть зубной феей. Дэрек решает помочь ему и начинает тренировать его забирать зубы. А в это время Рэнди тренирует самого Дерека забивать шайбы в ворота, чего Дерек уже десять лет не делал, а Дерек репетирует с ним его рок-музыкальный номер. Постепенно Дерек изменяет своё отношение к мечтанию и становится добрее. Но однажды у него случается неудачный день и он обижает Рэнди (тот от обиды разбивает свою гитару), заодно нагрубив Тэсс. Однажды, во время очередного матча, на котором Дерек забил предпоследнее очко, у Тэсс выпадает ещё один зуб, и Дерек прямо на глазах у зрителей и товарищей по команде улетает, а Трэйси с помощью амнезийной пушки стирает всем память об этом.
Дерек говорит Тэсс свой секрет и решает не стирать ей память об этом, думая, что она потом это забудет. Он с помощью волшебства даёт новую гитару Рэнди, забирает его на конкурс и затем улетает в штаб фей, где его освобождают от обязанностей зубной феи и передают эту роль Трэйси, дав ему крылья. Но Дереку вынуждены стереть воспоминания о работе зубной феи, и он после долгих прощаний с Трэйси снова становится обычным человеком. На концерте, где выступал Рэнди, он предлагает своей девушке пожениться.
Скоро наступает новый хоккейный матч и Дерек снова выбивает противникам зубы. Главная фея вместе со снаряжателем приходят на матч и понимают, что будут скучать по Дереку.

## В ролях
- Дуэйн Джонсон — Дерек Томпсон
- Эшли Джадд — Карли
- Джули Эндрюс — Лили
- Билли Кристал — Джерри
- Чейз Эллисон — Ренди
- Стефен Мерчант —Трэйси
- Райан Шеклер — Мик Донели
- Брэндон Т. Джексон — Дюк
- Сет Макфарлейн — Зигги

## Критика
На сайте Rotten Tomatoes фильм получил рейтинг одобрения 17 % на основе 116 рецензий со средней оценкой 4/10. Консенсус критиков сайта гласит: «Дуэйн Джонсон использует всю силу своего обаяния (и довольно белые зубы) в главной роли, но плоская режиссура и написанный на скорую руку сценарий делают „Зубную фею“ неприемлемо скучной». На Metacritic фильм получил 36 баллов из 100 по оценкам 24 критиков, что означает «в целом неблагоприятные отзывы».